# Козлобородник днепровский
Козлобородник днепровский, или Козлобородник длинноплодный (лат. Tragopogon borysthenicus) — вид двудольных растений рода Козлобородник (Tragopogon) семейства Астровые (Asteraceae). Впервые описан украинским ботаником Иваном Власовичем Артемчуком в 1937 году.

## Распространение и среда обитания
Известен из Румынии и Украины (включая Крым).
Растёт на опушках, полянах, лугах, степях, по обочинам дорог и на пустырях.

## Ботаническое описание
Дву- или многолетнее поликарпическое травянистое растение.
Побеги опушённые.
Листья простые, линейные, опушённые, с острой верхушкой и гладким или волнистым краем.
Соцветие-корзинка размером от 1—2 до 5 и более см, несёт цветки жёлтого цвета.
Плод — семянка бурого, жёлтого или серого цвета, имеет придатки в виде хохолка.

## Экология
Ксерофит, мезофит, мезотроф. Светолюбиво.

## Охранный статус
Занесён в Красные книги Днепропетровской, Одесской и Херсонской областей Украины.

## Синонимы
Синонимичные названия:
- Tragopogon dolichocarpus Klokov
- Tragopogon floccosus subsp. borysthenicus (Artemczuk) Dihoru